# Nymphalis jocaste
Nymphalis jocaste är en fjärilsart som beskrevs av Urech 1897. Nymphalis jocaste ingår i släktet Nymphalis och familjen praktfjärilar. Inga underarter finns listade i Catalogue of Life.